# Lundtofte
Lundtofte er en bydel i Storkøbenhavn beliggende i Lyngby-Taarbæk Kommune og har postdistrikt 2800 Kgs. Lyngby. Den rummer kirke, gadekær, boldklub, flere jernbanestationer og flere butikstorve. Desuden Lundtofte Renseanlæg, som er en del af Mølleåværket. Lundtofte består af bydelene Hjortekær og Brede, samt kvarterene Ravnholm, Ørholm, Lille Ørholm og Lundtofte Industrikvarter, foruden det centrale Lundtofte.
Nærumbanen, den tidligere Lyngby-Vedbæk Jernbane, samt Brede Værk, medførte en forholdsvis omfattende bebyggelsesmæssig vækst i Brede, inden denne by blev indlemmet i Lundtofte-bydelen. Hermed fik Lundtofte to større "bymidter": én i det centrale Lundtofte, og én i Brede. Lundtofte har derfor ikke en egentlig bykerne.
Hvilke bebyggede områder langs Mølleåen, der henhører under Lundtofte, er bestemt af hvad der har været en del af det oprindelige Lundtofte Bylag; altså hvilke områder, der inden udskiftningen har været ejet og administreret af den daværende Lundtofte Landsby. Alligevel virker Brede for en del mennesker i praksis som en del af Kgs. Lyngby, i hvilket postdistrikt det som nævnt også ligger. Historikere kan dog være skeptiske over for denne opdeling, da postdistrikters udformninger primært er bestemt af praktiske bymæssige opdelinger mht. postomdeling – stort set ikke af historiske data. Postdistrikter kan i øvrigt også flytte sig; Bydelen Hjortekær i Lundtofte har sågar ligget i Klampenborg postdistrikt. Det skal I øvrigt nævnes, at der i Virum-bydelen også er noget, der hedder Bredekvarteret, vest for Brede Værk.

## Historie
Lundtofte landsby bestod i 1682 af 10 gårde og 5 huse uden jord. Det samlede dyrkede areal udgjorde 461,1 tønder land skyldsat til 75,68 tønder hartkorn. Dyrkningsformen var trevangsbrug.
Først i løbet af mellemkrigstiden skete der en begyndende udstykning af villagrunde i tilknytning til Lundtofte. I 1930 havde Lundtofte sammen med Hjortekær 975 indbyggere, i 1935 havde Lundtofte by 330 indbyggere (Hjortekær by 605 indbyggere), i 1940 2.124 indbyggere.

### Byudviklingsplanlægning
Den fremadskridende byudvikling fik også betydning for byplanlægningen. Da den såkaldte "Fingerplan" - Skitseforslag til Egnsplan for Storkøbenhavn - blev offentliggjort i 1947 med sit forslag om at samle den fremtidige byudvikling i hovedstadsområdet langs banelinjer, blev det også forudsat, at Lundtofte kunne vokse og på længere sigt udgøre et sammenhængende forstadsområde sammen med blandt andet Brede og Virum, hvorimod der ikke var forudset en sammenvoksning med Kongens Lyngby mod syd. Fingerplanen førte til vedtagelse af byreguleringsloven i 1949, som forudsatte nedsættelse af et byudviklingsudvalg for Københavns-egnen til planlægning af den fremtidige byudvikling i Hovedstadsområdet i form af en såkaldt byudviklingsplan.
Den 6. oktober 1949 nedsattes et byudviklingsudvalg for Københavns-egnen, som den 2. maj 1951 offentliggjorde "Betænkning vedrørende Partiel Byudviklingsplan nr. 2 for Københavns-egnens byudviklingsområde". Da Lundtofte havde station på Nærumbanen, regnedes byen som et af de steder, der trafikmæssigt var muligt for byudvikling på længere sigt, og under indtryk af, at området var byggemodnet i form af kloakering, og at byudviklingen forudsattes ikke at være i konflikt med frednings- og friluftsinteresser, blev størstedelen af det udpegede byudviklingsområde i tilknytning til Lundtofte lagt i inderzone, det vil sige kunne bebygges når og hvis, kommunalbestyrelsen ønskede det.
Den oprindelige byudviklingsplan blev senere opdateret med "Betænkning vedrørende Partiel Byudviklingsplan nr. 7 for Københavns-egnens byudviklingsområde" fra 1966, som for Lundtoftes vedkommende indebar en praktisk talt fuldstændig udbygning af området fra Furesøen i vest til Hørsholmmotorvejen i øst, idet dog en del af området omkring Mølleåen som en grøn kile fra syd forudsattes bibeholdt i landzone.

## Administrative forhold
Lundtofte har sit eget sogn, dog er noget af Brede beliggende i Lundtofte Geels sogn, mens kvarteret Fortunen i Kgs. Lyngby hører til Lundtofte sogn.

## Næringsliv
Store virksomheder som bl.a. Haldor Topsøe, IBM, Electrolux, Brøste, Trane & Trane samt Hempels Skibsfarvefabrik har afdeling eller hovedsæde i henholdsvis Ravnholmkvarteret og Lundtofte Industrikvarter. Atlas havde også en nu nedrevet køleskabsfabrik her.
Lundtofte er velforsynet med butikker: – Der er et supermarked i det centrale Lundtofte, Ørholm, Brede, samt to i Hjortekær – I Brede og i det centrale Lundtofte er der slagter, bager, minimarked, kiosk og to frisørsaloner. – Grønthandleren ligger i centrale Lundtofte. – Der er tre spisesteder i Brede, to i Ørholm og et i det centrale Lundtofte. – plus blomsterhandler, vinhandler, farvehandler, apotek, genbrugsbutik, møbelhandler, møbelsnedker/væver og to bodegaer. Institutioner og værksteder er der også nok af, rimelig afstand. Danmarks Tekniske Universitet i Kgs. Lyngby, ligger på Lundtoftesletten, hvor Lundtofte Flyveplads tidligere har ligget.

## Transport
Der findes en del buslinjer, ligesom Nærumbanen har togstationer i Brede, Ørholm og Ravnholm. En letbanestation ved Lundtofteparken er projekteret, hvor der tidligere er afsat plads til en S-togsstation, S-banen blev dog aldrig til noget; men den nye letbane skal have sit forløb langs Helsingørmotorvejen, Klampenborgvej og Ring 3, og vil ende i Ishøj.

## Boligområder
Lundtofte har mange forskellige typer byggerier, og rummer også mange forskellige sociale lag. – Centrale Lundtofte er primært bebygget med etagebyggeri, samt gamle lavere bygninger fra det tidligere Lundtofte Landsby – Hjortekær har både etagebyggeri, række- kæde- og dobbelthuse, samt villaer, men også Professor Ostenfeld Kollegiet – Ravnholm har kun tre ældre huse, resten er erhvevsområde – Lille Ørholm har enfamiliehuse, men også nyere rækkehuse og lejligheder i Bøgeparken – Ørholm enfamiliehuse og mindre rækkehuse – Endelig har Brede flest lejligheder og rækkehuse, samt ældreboliger og plejehjem.